# Zingiber pseudopungens
Zingiber pseudopungens là một loài thực vật có hoa trong họ Gừng. Loài này được Rosemary Margaret Smith miêu tả khoa học đầu tiên năm 1988 nhưng xuất bản năm 1989.

## Mẫu định danh
Mẫu định danh: Chew W.L., Corner E.J.H. & Stainton J.D.A. 1710; thu thập ngày 10 tháng 8 năm 1961 trên đảo Borneo, ở cao độ 1.300 m, tọa độ khoảng 6°12′5″B 116°37′51″Đ / 6,20139°B 116,63083°Đ, Ulu Langani, đường Mamut, vườn quốc gia núi Kinabalu, bang Sabah, Malaysia. Mẫu holotype lưu giữ tại Vườn Thực vật Hoàng gia tại Kew (K).

## Phân bố
Loài bản địa đảo Borneo, được tìm thấy tại các bang Sarawak và Sabah thuộc Malaysia cũng như tại Brunei và tỉnh Đông Kalimantan thuộc Indonesia. Môi trường sống là rừng, ở nơi có bóng râm, cao độ 1.000-1.300 m.

## Mô tả
Địa thực vật thân thảo, cao tới 2 m, mọc thành cụm. Phần không lá cao 1,2 m, phiến lá màu xanh lục cả hai mặt. Cuống cụm hoa nằm ngang, dài ~20 cm; cụm hoa với các lá bắc màu hồng. Tên bản ngữ ở Lundayeh: baku talau; ở Kelabit: tubu kuri (kuri là bệnh đỏ da) hoặc tubu berak (berak = lợn).